# Dalheim (Rhénanie-Palatinat)
Pour les articles homonymes, voir Dalheim.
Dalheim est une municipalité de la Verbandsgemeinde Nierstein-Oppenheim, dans l'arrondissement de Mayence-Bingen, en Rhénanie-Palatinat, dans l'ouest de l'Allemagne.

## Illustrations

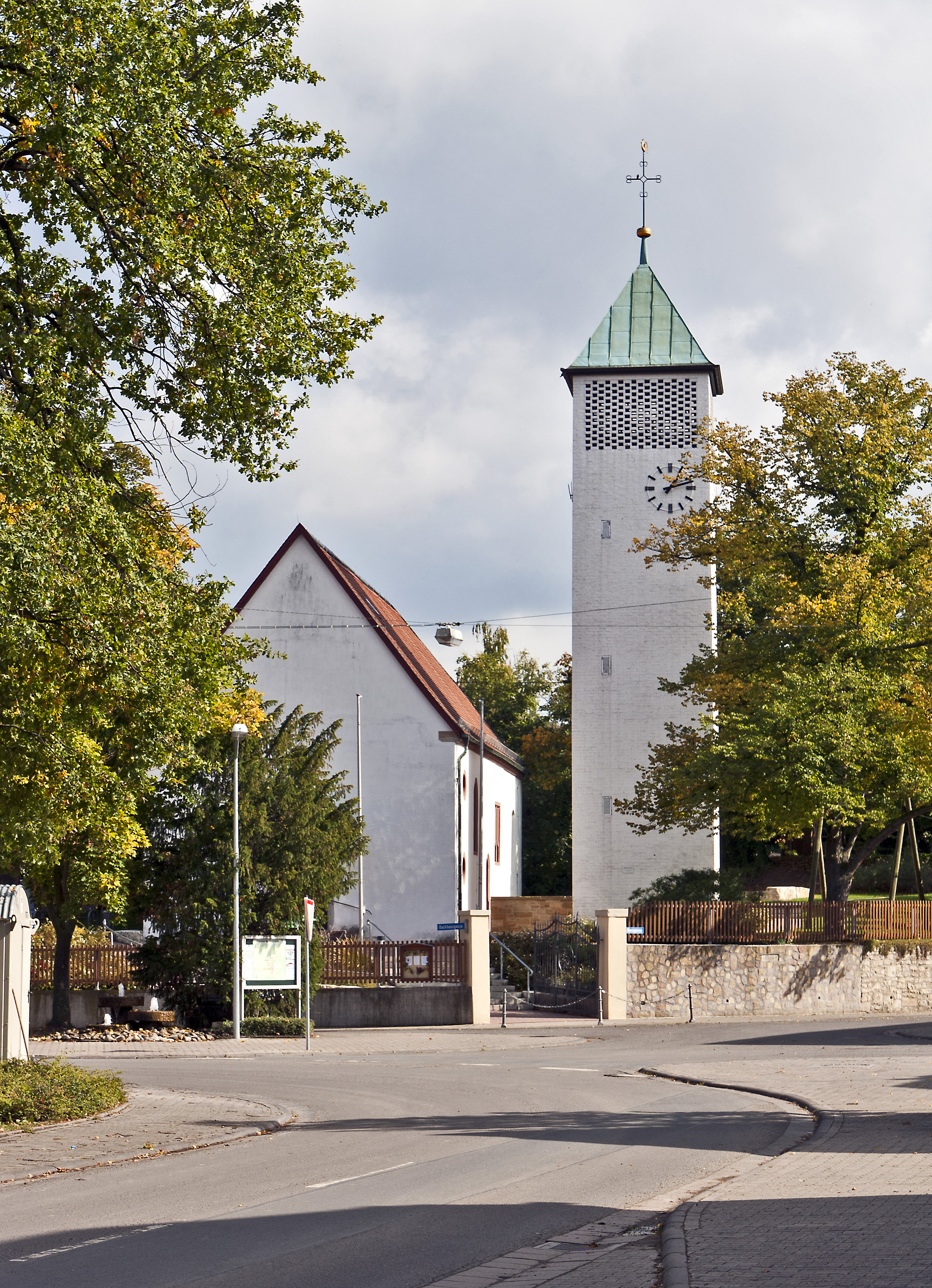
Église évangélique
Localisation de Dalheim dans la Verbandsgemeide et dans l'arrondissement